# Белверн
Белверн (фр. Belverne) насеље је и општина у источној Француској у региону Франш-Конте, у департману Горња Саона која припада префектури Лир.
По подацима из 2011. године у општини је живело 137 становника, а густина насељености је износила 22,28 становника/km². Општина се простире на површини од 6,15 km². Налази се на средњој надморској висини од 400 метара (максималној 500 m, а минималној 322 m).

## Демографија
| 1962. | 1968. | 1975. | 1982. | 1990. | 1999. | 2011. |
| ----- | ----- | ----- | ----- | ----- | ----- | ----- |
| 174   | 182   | 180   | 134   | 128   | 129   | 137   |

График промене броја становника у току последњих година